# Сурдешть (Прахова)
Сурдешть, Сурдешті (рум. Surdești) — село у повіті Прахова в Румунії. Адміністративно підпорядковане місту Бряза.
Село розташоване на відстані 91 км на північний захід від Бухареста, 42 км на північний захід від Плоєшті, 51 км на південь від Брашова.

## Населення
За даними перепису населення 2002 року у селі проживала 221 особа, усі — румуни. Усі жителі села рідною мовою назвали румунську.